# Mediterrán vészmadár

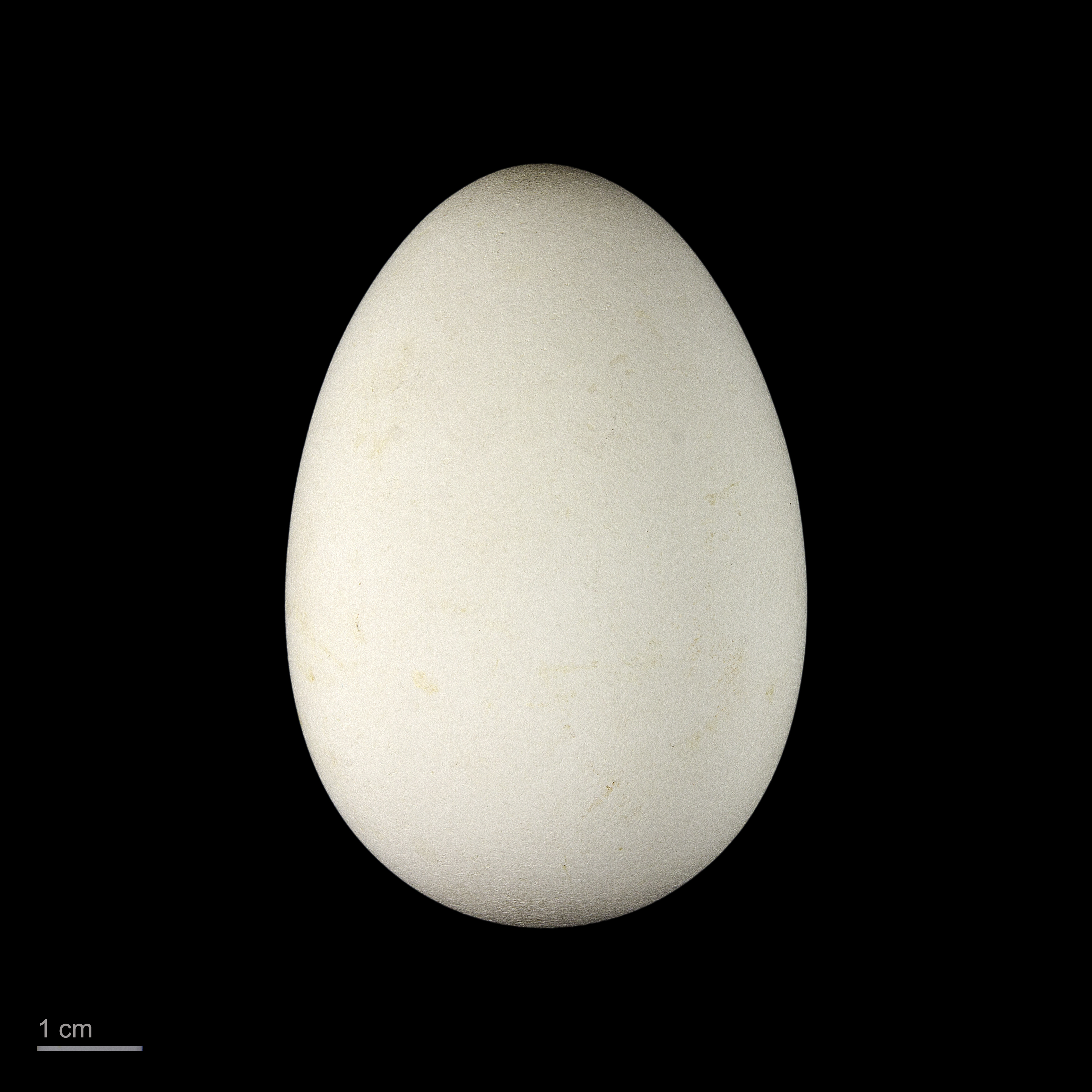
Calonectris diomedea

A mediterrán vészmadár (Calonectris diomedea) a madarak (Aves) osztályának a viharmadár-alakúak (Procellariiformes) rendjébe, ezen belül a viharmadárfélék (Procellariidae) családjába tartozó faj. Először Giovanni Antonio Scopoli írta le, de ő még egy másik vészmadárfaj változatának hitte; önálló fajként Charles B. Cory írta le, őróla kapta a faj az angol nevét is (Cory's Shearwater).

## Előfordulása
Az Atlanti-óceán északi részének szigetein vannak a faj fő szaporodókolóniái. Legnagyobb kolóniái az Azori-szigeteken találhatóak, ahol megközelítőleg félmillió pár fészkel, ami a világállomány 80%-a. A Földközi-tenger szigetein kis létszámú, szétszórt kolóniái vannak a Baleár-szigeteken, Korzika, Szardínia és Szicília szigetén, Gozo szigetén, a Peloponnészosz-félszigeten, valamint az adriai és égei-tengeri szigeteken. Feltehetően vannak költőkolóniái az Indiai-óceánon is, de ezekre még nem találtak rá.
Költési időszakon kívül az Atlanti-óceán északabbi részén is előfordulhat.
A korábban alfajoknak vélt madarakat faji szintre emelték, tehát manapság nincsen alfaja a mediterrán vészmadárnak.

## Megjelenése
Testhossza 50 centiméter, szárnyfesztávolsága pedig 115 centiméter. Az Európa környékén fészkelő vészmadarak közül a legnagyobb. Testének felső fele fakó szürkésbarna színű, alul fehér. Szárnyevezőtollai feketék. Csőre piszkos sárga színű, hegyén egy szürke folttal.

## Életmódja
A költési időszakon kívül - mint minden viharmadárféle - a nyílt tengeren élő faj. Tavasszal keresi fel költőkolóniáját és októbertől a nyílt tengeren telel Észak-Amerika és Afrika partjai közelében. A nyári hónapokban éjjelente hallhatjuk a tengerparton a különös hangjukat, melyet sokan kisbaba sírásához hasonlítanak.

## Szaporodása
A pár egész életre áll párba. Sziklahasadékokba fészkel előszeretettel, de ha szükséges saját maga is áshat fészekkamrát. Egyetlen, fehér tojását május végén rakja le. A tojáson mindkét szülő kotlik felváltva 55 napon keresztül. A fióka július végén kel ki és a hónap végére megtízszerezi születési súlyát. A szülők egész nap a tengert róják eleséget keresve és csak éjszaka térnek vissza a fészekhez, hogy kicsinyüket megetessék. A fiatal vészmadár szeptemberre lesz röpképes és októberben szüleivel együtt melegebb délebbi tengerekre vonul telelni.

## Fordítás
- Ez a szócikk részben vagy egészben  a   Gelbschnabel-Sturmtaucher című német Wikipédia-szócikk fordításán alapul.  Az eredeti cikk szerkesztőit annak laptörténete sorolja fel. Ez a jelzés csupán a megfogalmazás eredetét és a szerzői jogokat jelzi, nem szolgál a cikkben szereplő információk forrásmegjelöléseként.
- Ez a szócikk részben vagy egészben  a   Scopoli's shearwater című angol Wikipédia-szócikk ezen változatának fordításán alapul.  Az eredeti cikk szerkesztőit annak laptörténete sorolja fel. Ez a jelzés csupán a megfogalmazás eredetét és a szerzői jogokat jelzi, nem szolgál a cikkben szereplő információk forrásmegjelöléseként.